# Canarium vitiense
Canarium vitiense är en tvåhjärtbladig växtart som beskrevs av Asa Gray. Canarium vitiense ingår i släktet Canarium och familjen Burseraceae. Inga underarter finns listade i Catalogue of Life.